# Мохсени, Асиф
Великий аятолла Мохаммад Асиф Мохсени (перс. آیت‌الله العظمی محمد آصف محسنی‎; 26 апреля 1935 — 5 августа 2019) — афганский шиитский религиозный и политический деятель.

## Ранняя жизнь и образование
Родился 26 апреля 1935 года в городе Кандагар, Афганистан.
Имея прочные связи с Ираном, он был шиитским пуштуном.  Учился на семинарах Наджафа у Великого аятоллы Абул Касима Хоэя, Мухсина аль-Хакима и Абдул А’ла Сабзвари.

## Шиитское семейное право
В 2009 году Мохсени разработал кодекс семейного права для шиитского меньшинства Афганистана. Закон о шиитской семье был подписан президентом Хамидом Карзаем в марте 2009 года после интенсивного давления со стороны шиитских священнослужителей, включая Мохсени и некоторых лидеров хазарейской общины. Это дает шиитским мужчинам в Афганистане широкую власть над своими женами. Шиитские женщины должны получить разрешение от своих мужей, чтобы покинуть свои дома, «за исключением чрезвычайных обстоятельств». Закон также предоставляет опеку над детьми исключительно их отцам и дедам.
Принятие закона вызвало международное возмущение и было осуждено мировыми лидерами, в том числе президентом США Бараком Обамой. В докладе Фонда Организации Объединённых Наций для развития в интересах женщин, ЮНИФЕМ, содержится предупреждение: «Статья 132 узаконивает изнасилование жены её мужем».
15 апреля 2009 года от 200 до 300 афганских женщин протестовали против закона у мечети и семинарии Мохсени. Их встретили сотни разъяренных сторонников, которые выкрикивали оскорбления и, по словам многих демонстрантов, забрасывали женщин камнями. В ночь перед демонстрацией телеканал, принадлежащий Мохсени, неоднократно транслировал сообщение, в котором людям рекомендовалось не допускать участия членов семьи в акции протеста.
В конце концов, до вступления в силу в августе 2009 года в закон были внесены поправки, такие как изменение некоторых правил, которые были неоднозначными и протестными. Однако некоторые отмечают, что закон остается репрессивным.

## Религиозные, политические и коммерческие организации
Мохсени принадлежал каналу Tamaddon TV — телевизионной сети, очень похожая по визуальному стилю и религиозному содержанию на иранские государственные телеканалы.
В 1960-х Мохсени основал движение под названием Subh-i Danish (Рассвет знаний), чья программа политического и культурного возрождения пользовалась некоторой популярностью среди шиитской молодежи Кабула.
В 1978 году он основал Исламское движение Афганистана (Harakat-I Islami-yi Афганистан), шиитское антисоветское движение сопротивления и политическую партию, объединяющую различные более мелкие группы с многочисленными базами внутри и за пределами страны. Её штаб-квартира изначально находилась в иранском городе Кум, и Мохсени получил поддержку группировки от иранского государства. Позже группа сыграла важную роль в восстании против коммунистического режима в 1980 году. Среди движений антикоммунистического сопротивления Харакат придерживался умеренной исламистской линии, которая сблизила его с суннитской фракцией Джамиат Ислами, у которой были аналогичные взгляды. Движение Мохсени сопротивлялось из разных афганских городов, а его силы состояли в основном из моджахедов.

## Смерть
Мохсени умер 5 августа 2019 года в Кабуле, Афганистане. Похоронен 6 августа 2019 года в здании Хауза Ильмия Хатам ан-Набийин в Кабуле.